# Inés Fernández-Ordóñez Hernández
Inés Rosa Fernández-Ordóñez Hernández (Madrid, 17 de desembre de 1961) és una filòloga espanyola i acadèmica de la Reial Acadèmia Espanyola.

## Biografia
Pertany a una família de polítics i enginyers. És filla de José Antonio Fernández-Ordóñez, enginyer i president del Patronat del Museu del Prado, mort el 2000, i neboda del polític Francisco Fernández Ordóñez i de l'economista Miguel Ángel Fernández Ordóñez.
Es va formar a la Universitat Autònoma de Madrid, i en diverses universitats europees (Bielefeld, París, Cambridge).
Especialista en dialectologia rural, és deixebla de Diego Catalán Menéndez Pidal i ha recorregut gran part d'Espanya per ordenar el Corpus Oral i Sonor de l'Espanyol Rural (COSIR), des de 1990 fins ara.
Els seus principals treballs han versat sobre la llengua del scriptorium alfonsí (és autora dels llibres Versión Crítica de la 'Estoria de España'. Estudio y edición desde Pelayo hasta Ordoño II entre altres), el sorgiment del leïsme, laïsme i loïsme en castellà, i, recentment, el neutre de matèria en les varietats peninsulars. Ha estat directora de diverses recerques doctorals, com les tesis d'Enrique Pato, professor de la Universitat de Mont-real, o Javier Rodríguez Molina, de la Universitat Carles III.
Catedràtica de Llengua Espanyola en la Universitat Autònoma de Madrid (UAM), el 18 de desembre de 2008 va ser escollida per ocupar la butaca 'P' de la Reial Acadèmia Espanyola de la Llengua (RAE) en substitució del mort Ángel González Muñiz, a proposta de José Antonio Pascual, Margarita Salas i Álvaro Pombo, càrrec que va prendre el 13 de febrer de 2011.
Forma part del Consell Assessor de diverses revistes científiques (Alcanate, Revista de Estudios Alfonsíes, Diálogo de la Lengua, Meridiénnes, entre altres).

## Obres
- La "abbreviatio" en nuestra literatura medieval: reflexiones a la luz de la labor historiográfica alfonsí. (PDF[Enllaç no actiu]). Actas del II Congreso Internacional de Historia de la Lengua Española. Tomo II, Madrid, Pabellón de España, 1992, pp. 631-640.
- Alfonso X el Sabio en la historia del español. Edició digital: Biblioteca Virtual Miguel de Cervantes, 2009
- Las "Estorias" de Alfonso el Sabio. Ediciones Istmo, 1992, (Biblioteca Española de Lingüística y Filología). ISBN 84-7090-264-4: Edició digital: Biblioteca Virtual Miguel de Cervantes, 2009. PDF[Enllaç no actiu]